# Piedra rúnica 224 de Ostrogotia
La Piedra rúnica de Ostrogotia 224 es el número en el catálogo de Rundata para una piedra rúnica conmemorativa de la época vikinga que se encuentra en Stratomta, que está a 9 kilómetros al este de Linköping, Ostrogotia, Suecia. Esta estela rúnica está escrita por ambos  lados y con un barco pintado en el lado sur.

## Descripción
Esta inscripción rúnica está tallada en dos lados de una piedra de 1,7 metros de altura. Allado sur, la inscripción consiste en texto en el futhark joven dentro de una banda que rodea la imagen de un barco. Al lado norte, la inscripción consta de un texto dentro de una serpiente. En la parte superior de este lado hay una cruz cristiana estilizada. Debido al aspecto del lado norte, se considera que esta inscripción está tallada en el estilo de piedra rúnica Fp, que es la clasificación de las inscripciones donde las bandas de texto terminan en cabezas de serpientes en vista cenital.
Las imágenes de barcos aparecen en varias inscripciones rúnicas de la época vikinga. Otras inscripciones rúnicas de la época vikinga que representan barcos incluyen DR 77 en Hjermind, DR 119 en Spentrup, DR 220 en Sønder Kirkeby, DR 258 en Bösarp, DR 271 en Tullstorp, DR 328 en Holmby, DR EM85; 523 en Farsø, Ög 181 en Ledberg, Ög MÖLM1960; 230 en Törnevalla, Sö 122 en Skresta, Sö 154 en Skarpåker, Sö 158 en Österberga, Sö 164 en Spånga, Sö 351 en Överjärna, Sö 352 en Linga, Vg 51 en Husaby, U 370 en Herrestaby, U 979 en Gamla Uppsala, U 1052 en Axlunda, U 1161 en Altuna y Vs 17 en Råby. Tres piedras (Hørdum, Långtora y la U 1001 en Rasbo) representan barcos, pero no conservan runas y es posible que nunca las tuvieran.
El texto rúnico, que comienza en el lado sur de la piedra, designado en Rundata como línea A, establece que la piedra rúnica fue levantada como un monumento por Ástríðr, Ásvaldi y Augmundr en memoria de su padre Halfdan, y por Ástríðr en memoria. de su "buen labrador". El lado sur tiene la línea B del texto y la última runa de la última palabra, la runa A, se encuentra en la parte superior de la inscripción. La última palabra de la inscripción, kuþan o goðan ("bueno"), se colocó en el lado este de la piedra y se designa como línea C.

## Inscripción

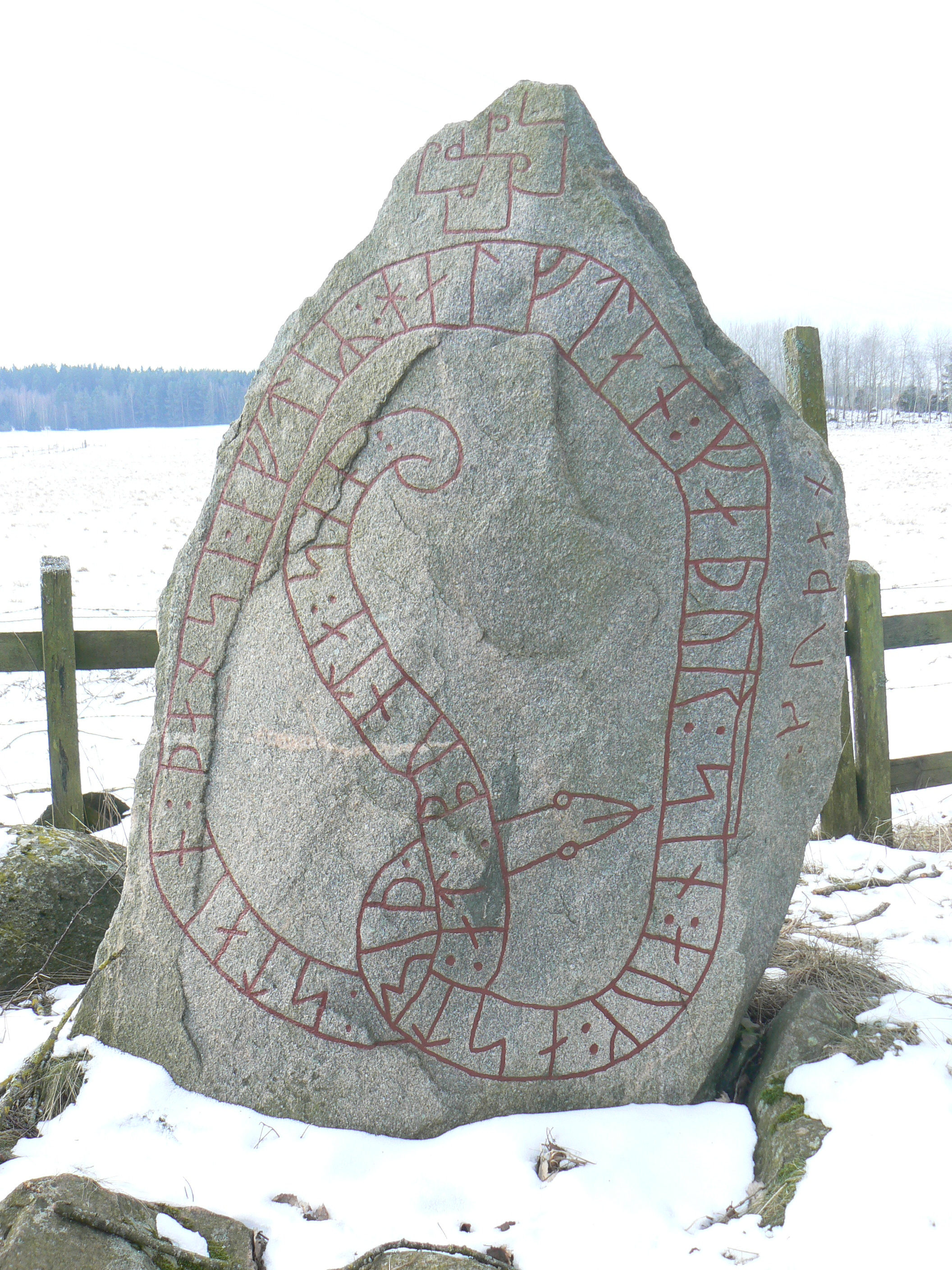
El lado norte de la inscripción Ög 224.

### Transliteración de las runas en caracteres latinos.
§A : estriþ : ausualti : aukmuntr : þau : litu : rais: a
§B : stain : þansi : aftiʀ : halftan : faþur : sin : auk : astriþ : a : bunta : sin :
§C: kuþan : 

### Transcripción en nórdico antiguo
§A Æstrið, Asvaldi, Augmundr, þau letu ræisa
§B stæin þannsi æftiʀ Halfdan, faður sinn, ok Æstrið en bonda sinn
§C goðan .

### Traducción
§A Ástríðr, Ásvaldi, Augmundr, hicieron
§B esta piedra levantar en memoria de Halfdan, su padre; y Ástríðr en memoria de su buen labrador.
o con una traducción palabra por palabra al inglés:
§A Æstrið, Asvaldi, Augmundr, they let raise
§B stone this after Halfdan, father theirs, and Æstrið for bonda theirs
§C good

## Dibujos

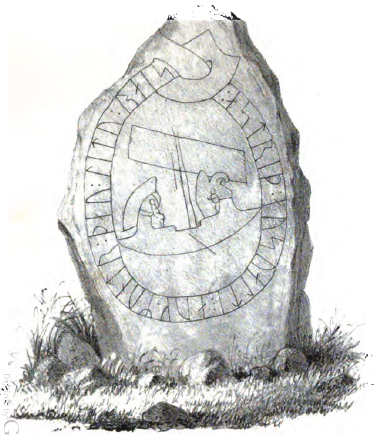
Dibujo del lado sur, 1857.
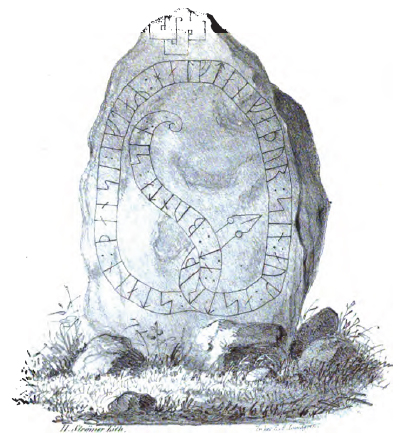
Dibujo de lado norte, 1857.